# マンディ・ムーア
マンディ・ムーア（Mandy Moore、本名: Amanda Leigh Moore、1984年4月10日 - ）はアメリカ合衆国のポップス歌手・女優。

## 生い立ち
ニューハンプシャー州ナシュア出身。父親のダンはアメリカン航空のパイロット、母親のステイシーは元ニュースのリポーター。父方からアイルランド人とチェロキー族インディアンの、母方からイングランド人とユダヤ人の血を引く。2人の兄弟（スコット、カイル）がいる。父親の仕事の都合でフロリダ州ロングウッドに移る。

## キャリア

### 歌手活動

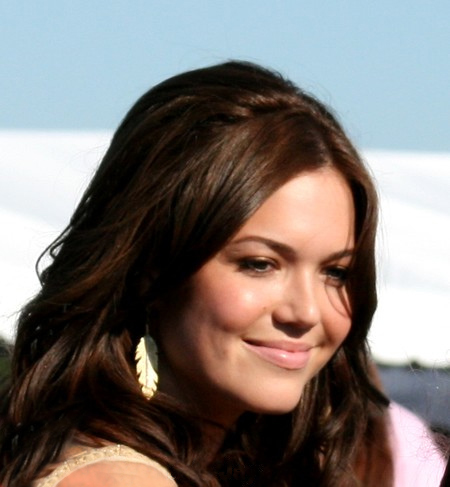
マンディ・ムーア（2007年）

14歳の時に見出されてレコード会社と契約。1999年にデビュー・アルバム『So Real』を発表。当時はブリトニー・スピアーズ、クリスティーナ・アギレラ、ジェシカ・シンプソンなど10代の女性シンガーが人気を博しており、マンディもその波に乗る形でデビュー。デビュー・アルバムはいわゆるバブルガムポップで、後にマンディもこのデビュー・アルバムに関しては後悔していると話している。
2000年にはスペシャル・アルバム『アイ・ワナ・ビィ・ウィズ・ユー』を発表。このアルバムとファーストからの曲が選出された盤が日本でリリースされ、実質日本でのデビュー・アルバムとなる。
それ以降はMTVのMCを務めたり活動の幅を広げていた。元々のシンガーソングライター志向もあり、4枚目のアルバム以降、より大人向けのアルバムを発表する傾向にある。

### 俳優・モデル活動

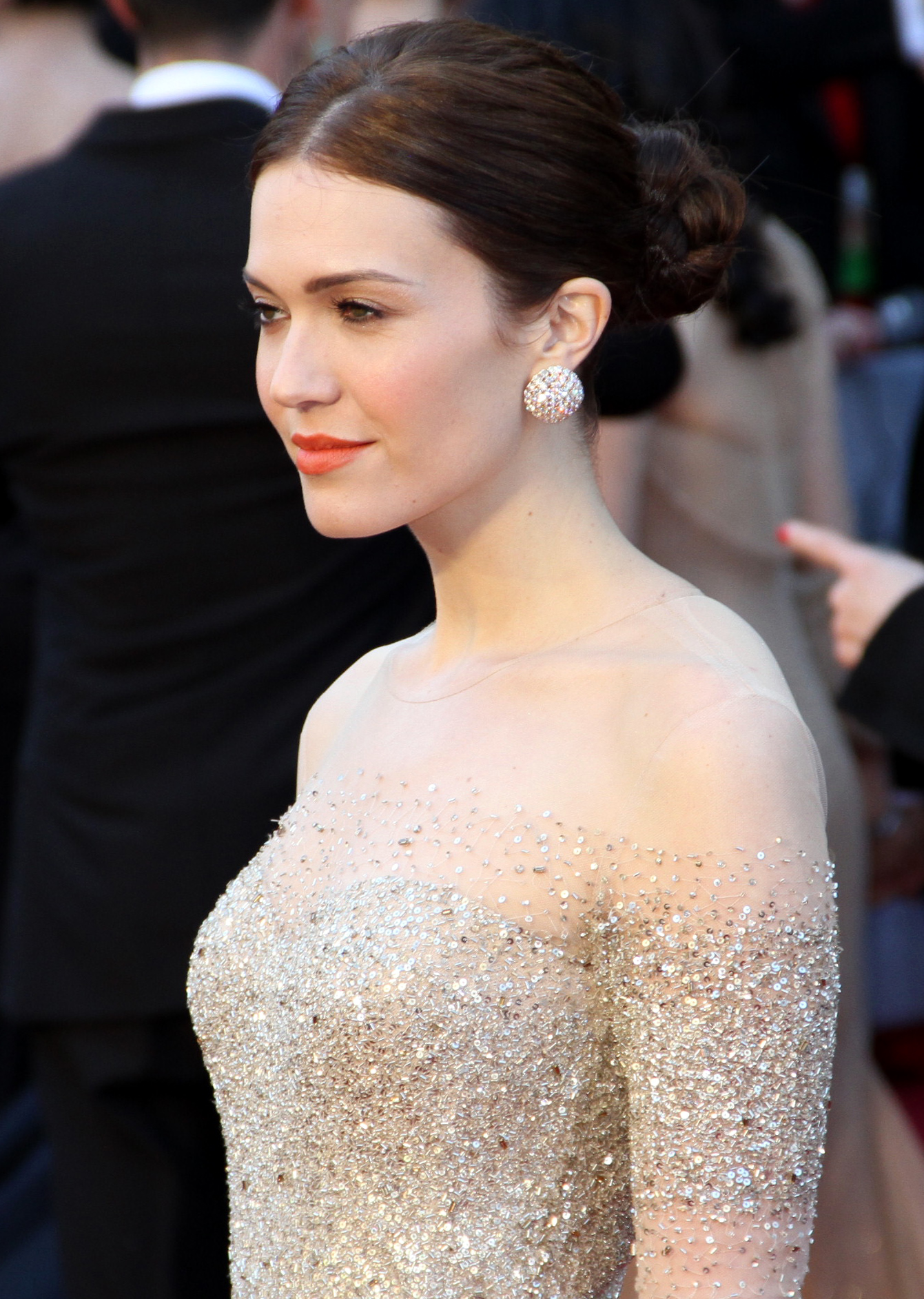
第83回アカデミー賞でのムーア（2011年）

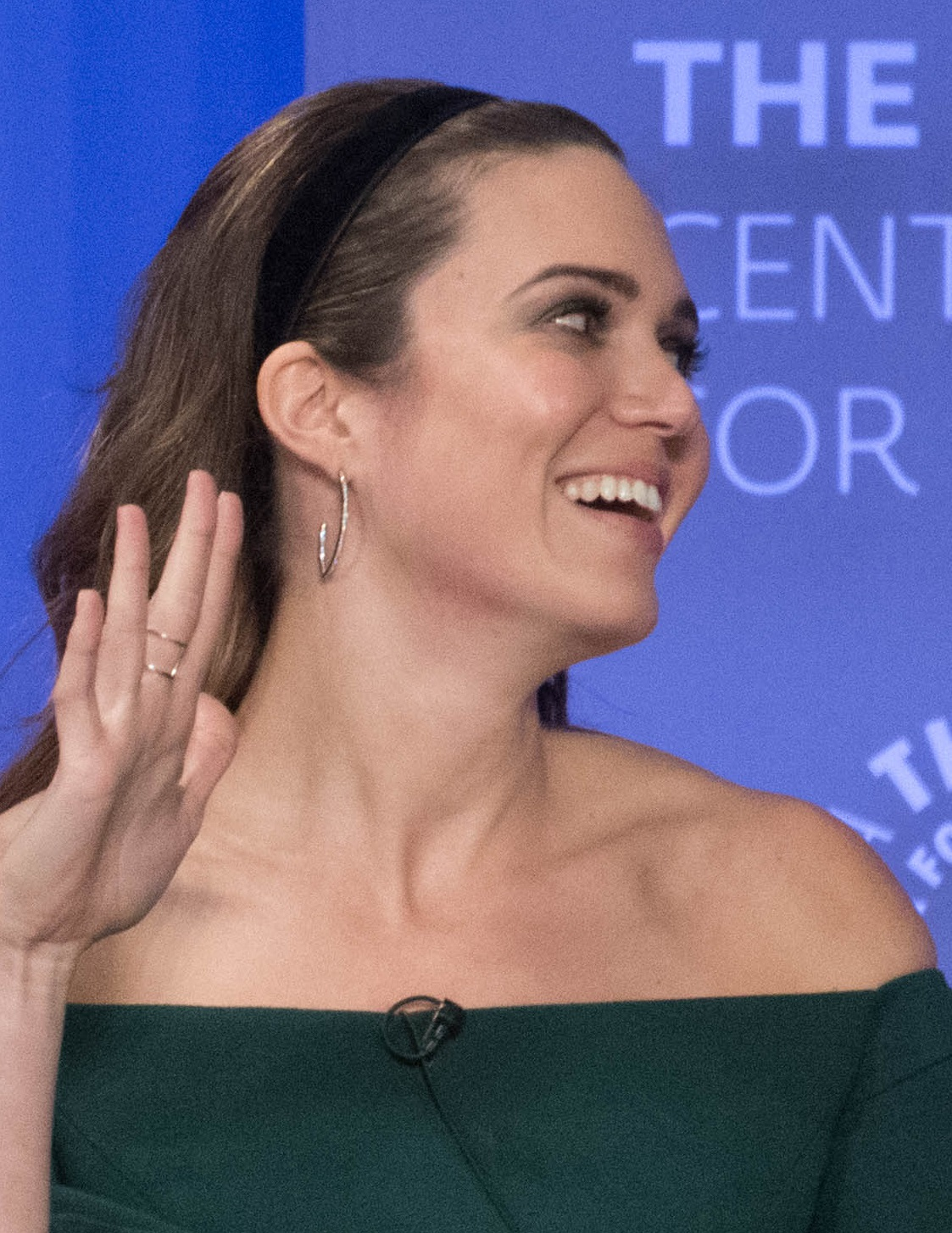
『THIS IS US/ディス・イズ・アス』のプロモーションに出席したムーア（2017年）

2001年、『プリティ・プリンセス』で映画デビュー。青春映画などに積極的に出演し、特に2002年に出演した『ウォーク・トゥ・リメンバー』は世界中でスマッシュヒットした。また背の高さを活かしてファッションモデルとしても人気である。アメリカではファッションリーダー的存在でお洒落芸能人として認知されている。GAPやクレアラシルなどの広告モデルも務めた。
2010年公開のディズニーの長編アニメーション映画『塔の上のラプンツェル』では、オーディションの末、ヒロインのラプンツェル役の声優に抜擢。中でも、ザッカリー・リーヴァイとのデュエット曲「輝く未来（I see the light）」が、第83回アカデミー賞歌曲部門にノミネートされた。

## 私生活
- これまで俳優のWilmer Valderramaやテニス選手のアンディ・ロディック、ザック・ブラフなどと交際。
- 2009年2月11日に歌手のライアン・アダムスと婚約。3月、ジョージア州サバンナで挙式。2015年1月、離婚。2019年に性的虐待で複数の女性とともにアダムスを訴えた[1]。
- 2017年9月、歌手のフォーク・ロック・バンド、Dawesのギター&リードボーカルを務めるテイラー・ゴールドスミスと婚約、2018年11月挙式[2]。
- 2025年1月、カリフォルニア南部の山火事（英語版）が自宅付近に達したため、子どもたちとペットを連れて避難したことをフォロワーに伝えた[3]。

## ディスコグラフィ

### スタジオ・アルバム
- So Real (1999年、550 Music)
- 『マンディ・ムーア』 - Mandy Moore (2001年、Epic)
- 『カヴァレッジ』 - Coverage (2003年、Epic)
- 『ワイルド・ホープ』 - Wild Hope (2007年、EMI/The Firm, Inc.)
- Amanda Leigh (2009年、Storefront)
- Silver Landings (2020年、Verve Forecast)

### コンピレーション・アルバム
- 『アイ・ワナ・ビィ・ウィズ・ユー』 - I Wanna Be with You (2000年、550 Music)
- 『ベスト・オブ・マンディ・ムーア』 - The Best of Mandy Moore (2004年、Epic)
- Candy (2005年、Sony Music)
- Super Hits (2007年、Sony Music)

## フィルモグラフィ

### 映画
| 公開年 | 邦題 原題                                                       | 役名                           | 備考                | 吹き替え                                            |
| ------ | --------------------------------------------------------------- | ------------------------------ | ------------------- | --------------------------------------------------- |
| 2001   | ドクター・ドリトル2 Dr. Dolittle 2                              | 子供の熊                       | 声の出演            | TBA                                                 |
| 2001   | プリティ・プリンセス The Princess Diaries                       | ラナ・トーマス                 |                     | 吉住梢                                              |
| 2002   | ウォーク・トゥ・リメンバー A Walk to Remember                   | ジェイミー・サリヴァン         |                     | 坂本真綾                                            |
| 2002   | 17歳 ～体験白書～ All I Want                                    | リサ                           | 日本劇場未公開      | 無し                                                |
| 2003   | ラブ・スクール How to Deal                                      | ヘイリー・マーティン           | 日本劇場未公開      | 無し                                                |
| 2004   | チェイシング・リバティ Chasing Liberty                          | アナ・フォスター               | 日本劇場未公開      | 佐古真弓                                            |
| 2004   | セイブド! Saved!                                                | ヒラリー・フェイ・ストッカード | 日本劇場未公開      | 無し                                                |
| 2005   | レーシング・ストライプス Racing Stripes                         | サンディ                       | 声の出演            | 島谷ひとみ（劇場公開版） 甲斐田裕子（日本テレビ版） |
| 2006   | アメリカン・ドリームズ American Dreamz                          | サリー・ケンドゥー             | 日本劇場未公開      | 園崎未恵                                            |
| 2006   | ブラザー・ベア2 Brother Bear 2                                  | ニータ                         | 声の出演            | 甲斐田裕子                                          |
| 2007   | 恋とスフレと娘とわたし Because I Said So                        | ミリー・ワイルダー             |                     | 無し                                                |
| 2007   | ライセンス・トゥ・ウェディング License to Wed                   | サディ・ジョーンズ             |                     | 甲斐田裕子                                          |
| 2007   | Dedication                                                      | ルーシー・ライリー             |                     | 無し                                                |
| 2007   | サウスランド・テイルズ Southland Tales                          | マデリン・フロスト・サンタロス | 日本劇場未公開      | 園崎未恵                                            |
| 2010   | 塔の上のラプンツェル Tangled                                    | ラプンツェル                   | 声の出演            | 中川翔子                                            |
| 2012   | ラプンツェルのウェディング Tangled Ever After                   | ラプンツェル                   | 短編映画 声の出演   | 中川翔子                                            |
| 2013   | クリスマス・イン・コンウェイ Christmas in Conway                | ナタリー・スプリンガー         | テレビ映画          | 無し                                                |
| 2017   | ラプンツェル あたらしい冒険 Tangled: Before Ever After          | ラプンツェル                   | テレビ映画 声の出演 | 中川翔子                                            |
| 2017   | 海底47m 47 Meters Down                                          | リサ                           |                     | 浅野真澄                                            |
| 2018   | ダーケスト・マインド The Darkest Minds                          | ケイト・ベグビー医師           | 日本劇場未公開      | 森なな子                                            |
| 2018   | シュガー・ラッシュ:オンライン Ralph Breaks the Internet         | ラプンツェル                   | 声の出演            | 中川翔子                                            |
| 2019   | ミッドウェイ Midway                                             | アン・ベスト                   |                     | 清水はる香                                          |
| 2023   | ワンス・アポン・ア・スタジオ -100年の思い出- Once Upon a Studio | ラプンツェル                   | 短編映画 声の出演   | 中川翔子                                            |

### テレビ
| 放映年    | 邦題 原題                                              | 役名                 | 備考                                                 | 吹き替え   |
| --------- | ------------------------------------------------------ | -------------------- | ---------------------------------------------------- | ---------- |
| 2003      | パンクト Punk'd                                        | 本人                 | エピソード "#1.2"                                    | 無し       |
| 2005      | アントラージュ★オレたちのハリウッド Entourage          | 本人                 | 5エピソード                                          | 川名真千子 |
| 2006      | Scrubs〜恋のお騒がせ病棟 Scrubs                        | ジュリー・クイン     | 2エピソード                                          | 無し       |
| 2006      | ザ・シンプソンズ The Simpsons                          | タビサ・ヴィックス   | シーズン17 第22話 "延長戦はハッピーエンド?" 声の出演 | TBA        |
| 2007      | ママと恋に落ちるまで How I Met Your Mother             | エイミー             | シーズン3 第1話 "物語を続けよう"                     | 無し       |
| 2010      | グレイズ・アナトミー 恋の解剖学 Grey's Anatomy         | メアリー・ポートマン | 4エピソード                                          | TBA        |
| 2012-2013 | トロン：ライジング Tron: Uprising                      | マーラ               | 14エピソード                                         | 山口理恵   |
| 2014      | ちいさなプリンセス ソフィア Sofia the First            | ラプンツェル         | シーズン2 第18話 "プリンセス アイビーの のろい"      | 中川翔子   |
| 2014-2017 | せいぶのねこキャリー Sheriff Callie's Wild West        | キャリー             | 26エピソード                                         | 中村千絵   |
| 2016-2022 | THIS IS US/ディス・イズ・アス This Is Us               | レベッカ・ピアソン   | メイン                                               | 園崎未恵   |
| 2017-2020 | ラプンツェル ザ・シリーズ Rapunzel's Tangled Adventure | ラプンツェル         | 59エピソード                                         | 中川翔子   |
| 2019      | ファミリー・ガイ Family Guy                            | コートニー           | シーズン17 第15話 "No Giggity, No Doubt"             | 無し       |

## ミュージックビデオ
| 公開年 | タイトル        | アーティスト         | 役名   |
| ------ | --------------- | -------------------- | ------ |
| 2000   | "Little Things" | グッド・シャーロット | 元彼女 |

## コンピュータゲーム
| 発売年 | 邦題 原題                                        | 役名                     | 備考                   | 吹き替え・オリジナル日本語 |
| ------ | ------------------------------------------------ | ------------------------ | ---------------------- | -------------------------- |
| 2002   | キングダム ハーツ                                | エアリス・ゲインズブール | 英語版音声             | 坂本真綾                   |
| 2013   | キングダム ハーツ HD 1.5 リミックス              | エアリス・ゲインズブール | 英語版音声(アーカイブ) | 坂本真綾                   |
| 2013   | ディズニー インフィニティ Disney Infinity        | ラプンツェル             | 声の出演               | 中川翔子                   |
| 2014   | ディズニー インフィニティ2.0 Disney Infinity 2.0 | ラプンツェル             | 声の出演               | 中川翔子                   |
| 2015   | ディズニー インフィニティ3.0 Disney Infinity 3.0 | ラプンツェル             | 声の出演               | 中川翔子                   |
| 2016   | Disney Magical Kingdoms                          | ラプンツェル             | 声の出演               | 無し                       |